# ITF Future Oklahoma City
Die Oklahoma City Open waren ein internationales Tennisturnier der ITF Future Tour, das von der International Tennis Federation von 2011 bis 2014 jährlich im Oklahoma City Tennis Center ausgetragen wurde.

## Geschichte
Die erste Ausgabe des Future-Turniers wurde von Ende März bis Anfang April 2011 ausgetragen. Sie war die erste Profiveranstaltung im Herrentennis in Oklahoma City seit einer Davis-Cup-Partie im Jahr 2002. Zu diesem Zeitpunkt hatte das Turnier noch den Sponsorennamen Jackie Cooper BMW Oklahoma City Open, den es seit der zweiten Ausgabe im Jahr 2012 nicht mehr trug. Für das Jahr 2015 war zwar ebenfalls eine Austragung des Turniers Ende Juni geplant, allerdings wurde das Turnier abgesagt.

## Siegerliste

### Einzel
| Jahr | Sieger             | Finalgegner       | Finalergebnis |
| ---- | ------------------ | ----------------- | ------------- |
| 2011 | Arnau Brugués Davi | Dimitar Kutrowski | 7:5, 6:1      |
| 2012 | Greg Ouellette     | Pedro Zerbini     | 6:2, 6:1      |
| 2013 | Rik De Voest       | Alex Bogdanovic   | 6:3, 6:2      |
| 2014 | Jared Donaldson    | Andrew Harris     | 6:3, 6:2      |

### Doppel
| Jahr | Sieger                             | Finalgegner                   | Finalergebnis     |
| ---- | ---------------------------------- | ----------------------------- | ----------------- |
| 2011 | Nicholas Monroe Vasek Pospisil     | Carsten Ball Chris Guccione   | 6:4, 6:3          |
| 2012 | Edward Corrie Vahid Mirzadeh       | Harrison Adams Shane Vinsant  | 6:1, 6:0          |
| 2013 | Jean-Yves Aubone Dennis Nevolo     | Saketh Myneni Artem Sitak     | 6:1, 7:5          |
| 2014 | Mackenzie McDonald Martin Redlicki | Jesús Bandres Gonzalo Escobar | 4:6, 7:63, [10:8] |